# Llista de rius de la Canal de Navarrés
Llista de rius, rambles i barrancs a la comarca de la Canal de Navarrés, al País Valencià.
| Nom                                           | Tipus  | Conca  | Superfície conca | Longitud | Cabal      | Naixement                                  | Naixement                                              | Desembocadura                  | Desembocadura                                          | Foto |
| Nom                                           | Tipus  | Conca  | Superfície conca | Longitud | Cabal      | Lloc                                       | Coord.                                                 | Lloc                           | Coord.                                                 |      |
| --------------------------------------------- | ------ | ------ | ---------------- | -------- | ---------- | ------------------------------------------ | ------------------------------------------------------ | ------------------------------ | ------------------------------------------------------ | ---- |
| Xúquer                                        | riu    |        | 42.756 km²       | 509 km   | 49,22 m³/s | Montes Universales (Ojos de Valdeminguete) | 40° 23′ 28″ N, 1° 50′ 30″ O / 40.3912°N,1.8417°O       | mar Mediterrània (Cullera)     | 39° 09′ 04″ N, 0° 14′ 11″ O / 39.1511°N,0.2363°O       |      |
| Escalona (o de Cazuma, de Ludey, los Arroces) | riu    | Xúquer |                  |          |            | Assut dels Moros (Bicorb)                  | 39° 06′ 32″ N, 0° 51′ 11″ O / 39.1089831°N,0.8530559°O | riu Xúquer (emb. de Tous)      | 39° 08′ 16″ N, 0° 41′ 07″ O / 39.1377344°N,0.6853512°O |      |
| Fraile                                        | riu    | Xúquer |                  |          |            | Massís del Caroig (Bicorb)                 | 39° 05′ 06″ N, 0° 51′ 15″ O / 39.0850793°N,0.8541811°O | riu Escalona (Bicorb)          | 39° 06′ 21″ N, 0° 48′ 09″ O / 39.1057077°N,0.8026381°O |      |
| Grande (o las Cueva)                          | riu    | Xúquer |                  |          |            | Aiora-Énguera                              | 38° 59′ 24″ N, 0° 53′ 43″ O / 38.989901°N,0.8951961°O  | riu Escalona (Quesa)           | 39° 07′ 21″ N, 0° 44′ 41″ O / 39.1224217°N,0.7446698°O |      |
| Seca                                          | rambla | Xúquer |                  |          |            | Millars                                    | 39° 10′ 41″ N, 0° 44′ 00″ O / 39.178128°N,0.7332322°O  | riu Escalona (emb. d'Escalona) | 39° 07′ 58″ N, 0° 42′ 41″ O / 39.1328578°N,0.7114643°O |      |
| Bolbait (o riu de Sellent)                    | rambla | Xúquer |                  |          |            | Massís del Caroig (Bolbait)                | 39° 02′ 16″ N, 0° 47′ 32″ O / 39.037841°N,0.7921262°O  | riu Xúquer (Càrcer - Cotes)    | 39° 04′ 33″ N, 0° 34′ 50″ O / 39.0759549°N,0.5805776°O |      |